# Diễu hành vì Công lý 2017
Cuộc Diễu hành vì Công lý (tiếng Thổ Nhĩ Kỳ: Adalet yürüyüşü) là một cuộc diễu hành 450 km (280 dặm) từ Ankara đến Istanbul để phản đối những vụ bắt giữ người vô cớ đã được thực hiện như một phần của chính sách đàn áp của chính phủ sau nỗ lực đảo chính bất thành. Sau nỗ lực trên, đảng cầm quyền Đảng Công lý và Phát triển (AKP) tuyên bố tình trạng khẩn cấp. Kể từ đó, ít nhất 50.000 người đã bị bắt và 140.000 người khác đã bị sa thải. Các cuộc biểu tình đã được dẫn dắt bởi lãnh đạo phe đối lập Kemal Kılıçdaroğlu, đáp lại bản án tù mà trước đó Enis Berberoğlu đã phải nhận vì tiết lộ với báo giới một đoạn băng ghi lại cảnh lực lượng tình báo Thổ Nhĩ Kỳ tuồn vũ khí vào Syria. Cuộc diễu hành kết thúc ở thủ đô Istanbul vào ngày 9 tháng 7 với một cuộc mít tinh với sự tham dự của hàng trăm ngàn người, trong đó Kılıçdaroğlu đã có một bài phát biểu dài tố cáo những hệ quả mà chính phủ đã gây ra đối với hệ thống hành pháp và luật pháp Thổ Nhĩ Kỳ.
Tổng thống Thổ Nhĩ Kì Recep Tayyip Erdoğan tuyên bố buổi diễu hành là phạm pháp. Trong những ngày buổi diễu hành diễn ra, Thủ tướng Binali Yıldırım và Tổng thống Erdoğan đã so sánh nó với cuộc đảo chính của quân đội năm 2016, đồng thời buộc tội những người tham gia và Kılıçdaroğlu với lí do hỗ trợ tổ chức Gülenist FETÖ mà chính phủ cho là đã đứng đằng sau cuộc đảo chính. Truy cập-các cuộc biểu tình đã được tổ chức bởi POLY những người ủng hộ. Cảnh sát cung cấp an ninh cho cuộc biểu tình, diễu hành kết thúc một cách hòa bình tại Maltepe, Istanbul (nơi Berberoğlu đang bị giam cầm).

## Sự việc
"tình trạng khẩn cấp" đã được ban hành ở Thổ Nhĩ Kỳ sau sự thất bại trong nỗ lực đảo chính vào năm 2016. Hơn 50.000 người Thổ đã bị bắt giam. Hơn 140.000 người khác đã bị loại bỏ khỏi công việc của họ trong một số lĩnh vực, đặc biệt là bộ nội vụ, quân đội, tư pháp, học giả và truyền thông. Chính phủ tuyên bố rằng họ đang nhắm đến bất kì ai mà họ nghi ngờ đã hỗ trợ Fethullah Gülen, người được xe là đã phát động cuộc lật đổ.
The Guardian cho rằng cuộc phỏng vấn với những người tham gia với các thổ nhĩ kỳ tư pháp và các chuyên gia về chủ đề này đã thể hiện:
"a broad and systematic attempt at intimidating and reshaping Turkey's judicial branch in an effort to further consolidate power in the hands of the ruling AKP and Turkey's president Recep Tayyip Erdoğan."
 Các chuyên bình luận rằng hệ thống pháp lý Thổ Nhĩ Kì đã bị "tê liệt" sau vụ đảo chính năm 2016. 4,000 công tố viên và thẩm phán đã mất việc kể từ lúc đó. Kılıçdaroğlu bình luận rằng thẩm phán phải được sự chấp thuận từ hội đồng nhân dân nếu muốn đứa ra quyết định từ chức.
Trong một mảnh ý kiến được đăng trên the New York Times lãnh đạo phe đối lập Mạng Kılıçdaroğlu nói rằng ông và những người khác đã diễu hành cho "nền dân chủ, công bằng và tự do từ sợ hãi và độc tài nguyên tắc ở Thổ Nhĩ Kỳ." Kılıçdaroğlu liệt kê nền dân chủ, quy tắc của luật tự do ngôn luận, các bỏ tù của các thành viên hội đồng, và rối loạn chức năng tòa án là lý do cho sự tháng ba.
Cuộc diễu hành bắt đầu tại Ankara vào ngày 15 tháng 6 năm 2017 sau khi thành viên của CHP Enis Berberoğlu bị kết án 25 năm tù do cung cấp thông tin cho báo lề trái Cumhuriyet một đoạn phim cho thấy nhân viên tình báo Thổ Nhĩ Kì buôn lậu vũ khí vào Syria. Chính phủ đã xác nhận tính xác thực của đoạn phim, nhưng vẫn cho rằng một thành viên của FETÖ đã xuất bản nó. Tổng biên tập tờ Cumhuriyet' Can Dündar đã bị kết án 5 năm tù giam, và đã chạy trốn đến Đức sau khi bị ám sát hụt bên ngoài tòa án. 
Luật rằng tước thành viên của quốc hội của miễn dịch của họ và làm Berberoğlu tù có thể đã được thông qua trong Tháng năm 2016. Mặc dù hàng chục của pro-Kurdish được dịch từ các thành viên đã bị bắt giam, bao gồm được dịch từ chủ tịch Selahattin Demirtaş, Berberoğlu là lần đầu tiên CHP thành viên được giam giữ trong 15 năm của POLY quy tắc.

## Cuộc diễu hành
Cuộc diễu hành được thực hiện dưới sự chỉ huy của thủ lĩnh Đảng đối lập Kemal Kılıçdaroğlu. Nó được so sánh với cuộc biểu tình muối của Gandhi's 1930 Savào năm 1930. Hàng ngàn người tham gia, mang biểu ngữ adalet ("Công lí" trong tiếng Thổ) và hô vang "Quyền, Luật pháp, Công lí".
Một dạng của công dân tham gia, bao gồm cả các thành viên của đảng chính trị khác nhau, công đoàn, cũng như những công dân bình thường. Ngày 6 tháng bảy 2017 Bloomberg báo cáo rằng 30,000 người biểu tình đã tham gia vào tháng ba. biểu tình đã thông báo điều kiện khó khăn, bao gồm đi bộ 20 km một ngày, thời tiết nóng và mưa. Ít nhất một trong những người biểu tình đã chết vì bệnh tim ngừng đập trong ngày.
Những người biểu tình đã đưa ra nhiều lý do khác nhau để tham gia cuộc Diễu hành, bao gồm một gần đây quyết định của tòa án, cho phép khai thác một dự án trong Artvin đã được phản đối của nhiều người dân địa phương và các công dân khác trên khắp đất nước. Trong những hậu quả của những tháng 7 năm 2016 cuộc đảo chính nỗ lực của chính phủ tuyên bố "tình trạng khẩn cấp" trong đó 50,000 Thổ đã bị bắt và một thêm 140.000 người đã bị bắn hoặc bị treo từ công việc của họ, bao gồm chủ tịch tổ chức ân Xá Quốc tế Thổ Nhĩ Kỳ. Thẩm phán Hơi Ngày Akay, một thành viên của liên Hiệp Quốc tội ác chiến tranh panel, đã bị kết án, sau đó hơn bảy năm tù vì bị nghi ngờ tham gia trong cuộc đảo chính nỗ lực. Một số người tham gia vào cuộc diễu hành đã được trực tiếp bị ảnh hưởng bởi thanh trừng, bao gồm một cựu khoa học chính trị, giáo sư, những người đã bị sa thải bởi chính phủ định vào tháng tư, 2017. Ông là một trong những 1,100 học giả, người đã điều tra cho ký đơn kiến nghị gọi cho một kết thúc để bạo lực trong Thổ Nhĩ Kỳ đông nam xung đột với Kurdish người.
Truy cập-các cuộc biểu tình đã được tổ chức bởi POLY những người ủng hộ.

### Cuộc Mitting ở Maltepe
Cuộc diễu hành đạt Istanbul vào ngày 9, 2017 với một loạt cuộc biểu tình sự tham dự của hàng trăm ngàn người trong Maltepe, nơi Berberoğlu đang bị giam cầm. – lớn nhất phản đối thu thập từ các cuộc biểu tình ở mũi tên Park trong 2013. Kılıçdaroğlu nói tại cuộc biểu tình. Trong diễn văn của mình Kılıçdaroğlu nói rằng tình trạng khẩn cấp tuyên bố bởi! và chính phủ của mình để đáp ứng với các 2016 cuộc đảo chính nỗ lực đã bị đình chỉ quyền hạn của quốc hội và tư pháp. Ông nói: "Chúng tôi hành quân cho công lý, chúng tôi hành quân cho các quyền của người bị áp bức. Chúng tôi hành quân cho Nghị sĩ trong tù. Chúng tôi hành quân cho bị bắt giữ các nhà báo. Chúng tôi hành quân cho các học giả đại học bị sa thải khỏi công việc của họ."
Ông đọc một danh sách các yêu cầu đó bao gồm: một kết thúc để tình trạng khẩn cấp, tư pháp độc lập, và việc phát hành của giam cầm các nhà báo, các chính trị gia và những người khác đã bị bắt trong cuộc thanh trừng đó đã theo dõi cuộc đảo chính nỗ lực. Ông nói rằng "phải chịu tư pháp để đảng chính trị là một sự phản bội của nền dân chủ." Ông cũng nói rằng những cuộc biểu tình đã được chỉ là sự khởi đầu, thêm: "Đây là một sự tái sinh cho chúng ta, cho đất nước của chúng tôi và trẻ em của chúng tôi. Chúng ta sẽ nổi dậy chống lại bất công." Ông nói rằng những ngày hiến pháp trưng đó đã loại bỏ bài của thủ tướng và rất nhiều mở rộng quyền lực của tổng thống đã được "bất hợp pháp" (những thay đổi có hiệu ứng trong 2019). Bởi vì tình trạng khẩn cấp đã được đặt ra khi các trưng được thực hiện, Kılıçdaroğlu nói rằng "tất cả nguồn lực công được khai thác, để thao tác quả".

### Phản ứng của chính phủ
Tổng thống Erdoğan đã nói rằng các người biểu tình đang hỗ trợ khủng bố: "Nếu bạn đang tung ra một cuộc diễu hành cho những kẻ khủng bố và những người ủng hộ chúng, điều mà bạn đã không bao giờ làm đối với các nhóm khủng bố, bạn sẽ chẳng thể thuyết phục ai rằng mục tiêu của bạn là công lí cả." Ông nói rằng đảng đối lập hành động của vượt qua phạm vi của phe chính trị đối lập và nói rằng họ đang "hành động có tổ chức khủng bố và các lực lượng kích động họ chống lại đất nước của chúng ta". ! so với những tháng cuộc đảo chính nỗ lực: "Cuộc đảo chính quân lính đã của họ F-16 và xe tăng Kılıçdaroğlu có diễu hành của mình."
Thủ tướng thổ nhĩ kỳ Binali! gọi là ba "không quốc gia" nói: "Ông Kılıçdaroğlu, bạn nên bỏ cuộc. Bạn có thể đi đâu với ly và FETÖ nhưng một đã chết-cuối đường." Vào ngày 16 tháng sáu, ngày thứ hai của cuộc diễu hành tinh! nói rằng Kılıçdaroğlu nên có điều hành chống lại cuộc đảo chính: "Những người đã không đi trên đường phố mà ngày [ngày 15 tháng bảy] đang ở hành quân từ Ankara để Istanbul. Nếu bạn sẽ diễu hành, các bạn sẽ ba chống lại cuộc đảo chính. Công lý không thể được tìm ở các đường phố." Ông chế nhạo những người biểu tình, nói rằng họ nên lấy một tàu cao tốc đến Maltepe thay vì đi bộ trong thời tiết mùa hè nóng.
POLY bộ Trưởng Tư pháp Biên! nói rằng Kılıçdaroğlu là ý kiến mà người thổ nhĩ kỳ tư pháp là "tồi tệ hơn so với lực lượng cảnh sát" và thể thao tác bởi những quản POLY đã vu khống với thổ nhĩ kỳ, tòa án, thẩm phán và các công tố viên.
Sau khi Được biết rằng những ngày chỉ được phép như một ủng hộ chính phủ, cựu POLY chính thức Abdüllatif! nói rằng các bình luận "nên vòng chuông cảnh báo cho nền dân chủ," thêm rằng nó là "có nghĩa là bạn có thể làm gì nếu chúng ta (chính phủ) không muốn anh đến." Một số nhà bình luận tại ủng hộ chính phủ hàng Ngày Kamal tờ báo có viết đó, các ngày "là một nỗ lực để phát hành số mới nổi áp lực từ trong nội bộ đảng đối lập giọng nói."
Devlet Bahçeli, chủ tịch của xa-đúng Quốc gia phong Trào Đảng (VỊ) nói rằng những ngày "nhằm vào tình trạng hỗn loạn". Bahçeli nói rằng Kılıçdaroğlu hành động của tương đương với hỗ trợ FETÖ.
Chính phủ không tìm cách ngăn chặn cuộc biểu tình. Hơn 15,000 nhân viên cảnh sát đã được điều động để đảm bảo trật tự an ninh cho buổi mittinh tại Maltepe, Istanbul.